# Ero aphana
Espèce
Synonymes
- Aranea aphana Walckenaer, 1802
- Ero atomaria C. L. Koch, 1845
- Ero luzonensis Barrion & Litsinger, 1995

Ero aphana est une espèce d'araignées aranéomorphes de la famille des Mimetidae.

## Distribution
Cette espèce se rencontre en Europe, en Afrique du Nord, en Turquie, en Iran et au Kazakhstan.
Elle a été introduite en Chine, au Japon, aux Philippines, en Australie et à La Réunion.

## Description

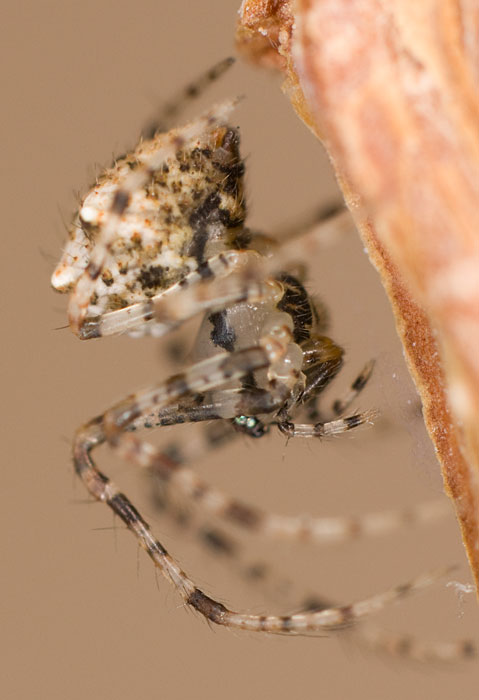
Ero aphana ♀

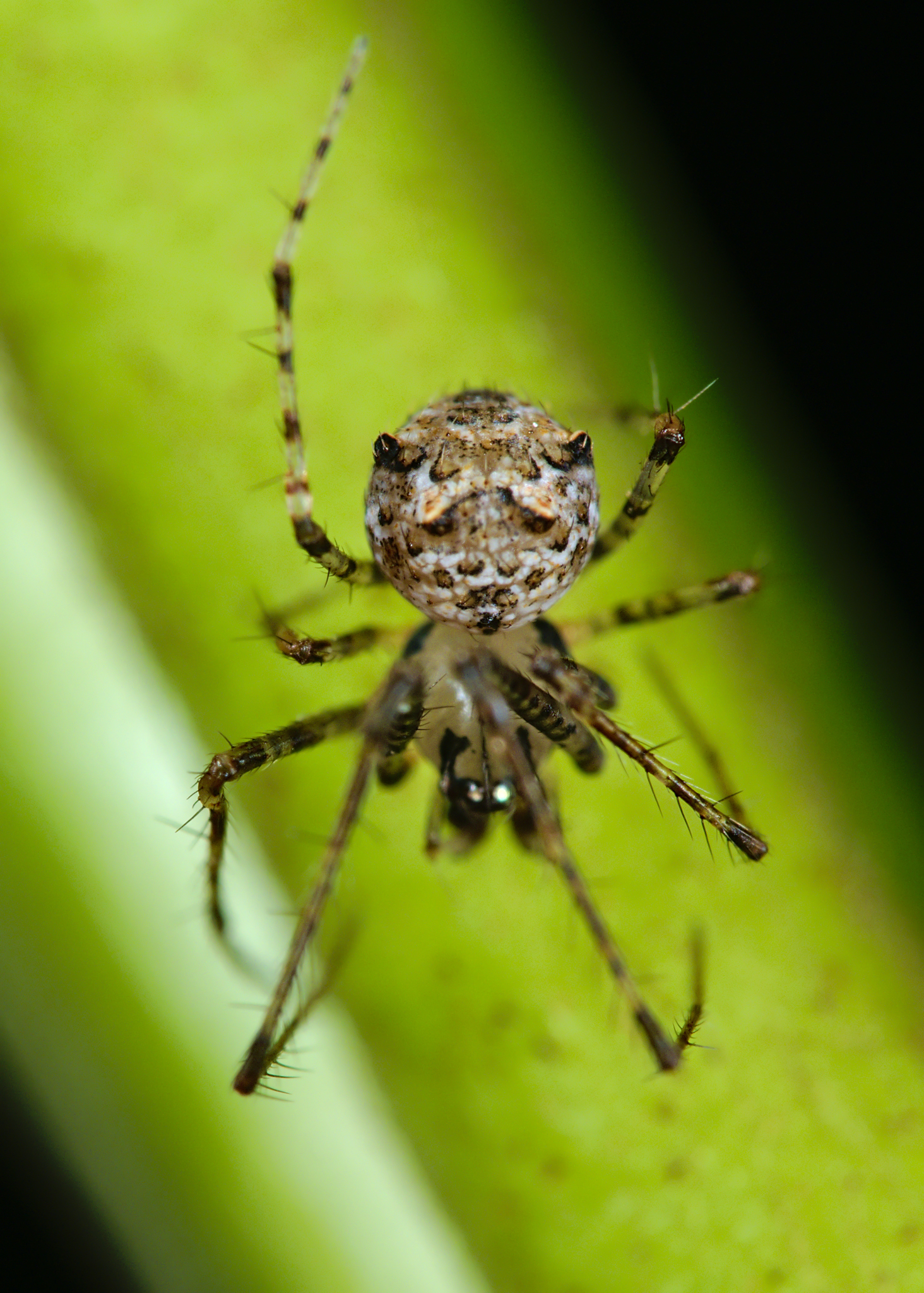
Ero aphana

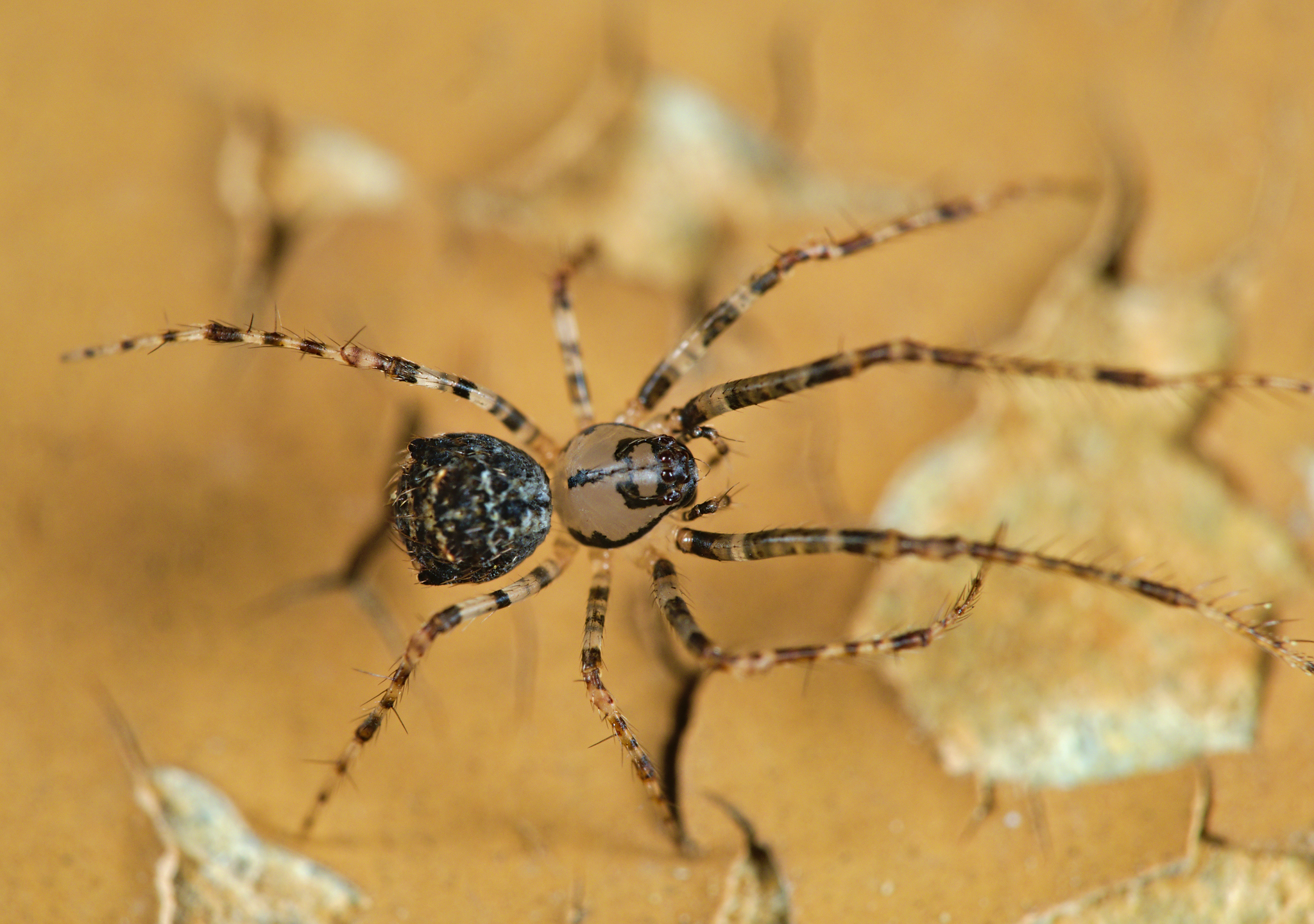
Ero aphana

Le mâle mesure 2,5 mm et les femelles de 3 à 4,2 mm.

## Systématique et taxinomie
Cette espèce a été décrite sous le protonyme Aranea aphana par Walckenaer en 1802. Elle est placée dans le genre Theridion par Walckenaer en 1805 puis dans le genre Ero par Simon en 1881.
Ero atomaria a été placée en synonymie par Simon en 1881.
Ero luzonensis a été placée en synonymie par Harms et Harvey en 2009.

## Publication originale
- Walckenaer, 1802 : Faune parisienne, Insectes. ou Histoire abrégée des insectes des environs de Paris. Paris, vol. 2, p. 187-250 (texte intégral).